# Giovanni Battista Piranesi
Giovanni Battista Piranesi (født 1720 i Venedig, død 1778 i Rom) var uddannet arkitekt og optaget af teaterscenografien og dens effekter, men var både i sin samtid og er i dag bedst kendt for sine raderinger, der omfatter genrer som cappriccio, vedute og grotesker. Serierne Fængselsfantasier (Invenzioni capric di carceri og Carceri d’invenzione) (1749-50 og 1761) og Udsigter fra Rom (Veduta di Roma) (1740’erne-1778) er ifølge kunsthistorikeren Hanne Kolind Poulsen Piranesis mest kendte og udbredte serier i dag.

## Liv og levned
Piranesi kom i lære som arkitekt hos sin morbror Matteo Lucchesi, der var en af de førende arkitekter og hydrauliske ingeniører i Venedig. Senere blev Piranesi knyttet til en anden berømt arkitekt, Giovanni Scalfarotto, formentlig på grund af en uoverensstemmelse med Lucchesi.
Piranesi tog i 1740 til Rom, da han fik arbejde i den venetianske ambassadørs delegation, som skulle til Rom på en mission for Den Venetianske Republik. Piranesi kunne efterfølgende ikke finde et passende arbejde som arkitekt i Rom. Han var utilfreds med Roms nyere arkitektur, hvilket ifølge Hanne Kolind Poulsen bl.a. kommer til udtryk i serien Første del af arkitektur og perspektiver fra 1743-44 (Prima parte di architetture, e prospettive), der viser hvordan Rom ifølge Piranesi kunne se ud, hvis arkitekturen skulle afspejle byens fortidige og fremtidige storhed. I Rom blev Piranesi tilknyttet Guiseppe Vasis værksted, der var førende inden for vedute-produktion, hvor han her lærte raderteknikken.

### Accademia degli arcadi
Piranesi var medlem af Arkadiernes Akademi (Accademia degli arcadi), der var blevet grundlagt i slutningen af 1600-tallet som et litterært akademi, men i første halvdel af 1700-tallet udviklede sig til også at have fokus på videnskab og billedkunst. Akademiet ønskede at genskabe Italien som førende land inden for det kulturelle felt og gøre op med de herskende barok-idealer for kunsten og litteraturen. I stedet søgte akademiet inspiration i de oplysningstankegange, der blomstrede i 1700-tallet. Piranesis tidligste værkserie Første del af arkitektur og perspektiver er i sin første udgave ("tilstand") dateret 1743. På titelbladet af anden udgave, dateret mellem 1743-44, er tilføjet ”blandt arkadierne kaldet Salcindio Tieseio”, hvilket afslører, at Piranesi på dette tidspunkt var medlem af Arkadiernes Akademi.

### Den græsk-romerske kontrovers
Piranesis mission i hele hans livsværk var at vise den romerske civilisations storslåethed og overherredømme blandt jordens kulturer. Det kom bl.a. til udtryk i hans engagement i den græsk-romerske kontrovers. Det var en polemik i midten af 1700-tallet, som involverede medlemmer af Arkadiernes Akademi. På den ene side stod den franske oplysningstankegang, der anså den græske antik for at være antikkens højdepunkt, og på den anden side den italienske lærdom, der havde sine rødder i den italienske renæssances humanisme, og som så den romerske antik som det højeste. Det var denne flanke, Piranesi tilhørte i polemikken. Romerske ruiner (Le antichità romane) (1756) er et eksempel på en serie, hvor Piranesi afbilder de romerske ruiner for at vise deres storhed og registrere dem, før de forsvandt. Om romernes storhed og arkitektur (Della magnificenza ed architettura de´ romani) (1761) var ligeledes et bidrag til kontroversen, og ifølge Hanne Kolind Poulsen var Piranesis hensigt med sit kunstneriske projekt at vise og formidle sin forståelse af den romerske kulturs betydning og status, dengang som nu.

## Kunstnerisk virke
Piranesi skabte motiver til nye raderinger ved at optegne en skitse på papir, og han brugte ofte flere forskellige tegneteknikker på én gang. Derefter begyndte han arbejdet på kobberpladen, der blev ætset af flere omgange for at skabe kontraster i det endelige motiv.
Da Piranesi flyttede til Rom, lavede han ligesom mange andre vedute-raderinger til turistbøger for at skaffe supplerende indtægt. Fra 1761 kunne de købes i Palazzo Tomati i Strada Felice, hvor Piranesi både havde værksted og museo. Piranesis vedute-produktion opdeles oftest i tre, kronologiske grupper: Første gruppe er Forskellige veduter fra det antikke og moderne Rom (Varie vedute di Roma antica e moderna) fra 1741-48. Anden gruppe er Romerske ruiner fra republikkens og de første kejseres tid (Antichitá romane de’ tempi della Repubblica e de’ primi imperatori) fra 1748, der i 1761 skiftede titel til Forskellige veduter med triumfbuer og andre monumenter rejst af romerne… (Alcune vedute di archi trionfali ed altri monumenti inalzati da Romani…). Den sidste gruppe er Veduter fra Rom (Vedute di Roma) fra slutningen af 1740’erne til 1778, der blev udført under hele Piranesis karriere.
Serierne Første del af arkitektur og perspektiver, Grotesker (Grotteschi) (1747-49) og Fængselsfantasier, diskuteres ofte samlet, trods deres forskelligartede motiver, da de alle ses i lyset af Arkadiernes Akademi. Piranesis Grotekster varierer både i motiv og udformning. Titlerne er sekundære, da groteskerne ikke er udgivet betitlet eller i en ordnet rækkefølge. Kunsthistorikeren Francesco Nevola har foreslået, at Grotesker viser menneskehedens fem aldre: Guldalderen, Sølvalderen, Bronzealderen, Den heroiske tidsalder og Jernalderen, som blev beskrevet af den græske digter Hesiod i det 8. årh. f.v.t., og at serien var Piranesis optagelsesstykke i forbindelse med hans medlemskab på Arkadiernes Akademi. Fængselsfantasierne er formentlig udgivet på samme tid som Grotesker i 1750, i første tilstand i samlebindet Forskellige værker. Serien blev genudgivet i 1761 i en ny tilstand og med en ny titel. Piranesi gav ikke selv de enkelte blade titler, og dem der bruges i dag er moderne. Modsat mange andre af Piranesis serier er Fængselsfantasier uden introducerende og forklarende tekst, og derfor er de blevet tolket fra mange vinkler: Et billede på Piranesi som præ-romantiker, eller en billedliggørelse af hans psykiske tilstand. Hanne Kolind Poulsen foreslår dog, at de skal ses som medlemsstykker i sammenhæng med Piranesis medlemskab af Arkadiernes Akademi. Dette begrunder hun, ud over det visuelle, med det lille oplag, serien i første omgang udkom i, som afspejler, at den muligvis kun har været til intern brug på akademiet.
De arkæologiske bøger, der bl.a. omfatter Romerske ruiner og Om Romernes storhed og arkitektur er alle systematiske undersøgelser af Roms antikke ruiner. De arkæologiske bøger blev primært produceret i 1760’erne, da den græsk-romerske kontrovers kulminerede. I denne periode udgav Piranesi ligeledes teoretiske manifester som del af den græsk-romerske kontrovers.
I slutningen af 1760’erne havde Piranesi fået etableret en god forretning ved at restaurere og videresælge antikker fra den romerske omegns udgravninger. De mest spektakulære, nyrestaurerede antikker blev afbildet i raderinger, gerne fra forskellige vinkler, der fungerede som en slags salgskatalog. Ved en undersøgelse i 2013 af Newdigate-kandelabrene, der i dag befinder sig på Ashmolean Museum i Oxford, skønnedes det, at omkring 75% af materialet var nyt, altså fra 1700-tallet.

## Piranesis værker i dag
I dag findes Piranesis raderinger på museer som Statens Museum for Kunst, The Metropolitan Museum of Art og Hamburger Kunsthalle. The Morgan Library & Museum har i sin samling mange af Piranesis tegninger, og på Gustav III:s antikmuseum i Stockholm befinder mange af Piranesis antikker sig i dag. November 2021 - marts 2022 præsenterede Statens Museum for Kunst en større udstilling af Piranesis grafik, Syner og sandhed, baseret på ny forskning om den særegne måde, hvorpå kunstneren manipulerede med proportioner og former i sine arkitektoniske motiver. Til udstillingen blev publiceret en forskningsbaseret udgivelse, der for første gang siden 1992 præsenterede ny, samlet viden om Piranesis kunst, liv og virke på dansk.

## Udvalg af værker
- Vindebroen
- Colosseum
- Felice Polanzani, Portrait of G.B. Piranesi in imitation of an antique bust, 1750, Metropolitan Museum of Art
- Giovanni Battista Piranesi, The Round Tower plate III from Invenzioni Capric di Carceri, Brooklyn Museum